# 용대초등학교
용대초등학교는 대한민국 강원특별자치도 인제군에 있는 초등학교다.

## 학교 연혁
- 1937.03.31 원통공립보통학교 남교간이학교 설립인가
- 1937.04.01 남교 가교사에서 개교(1학급 편성)
- 1955.03.31 원통국민학교 용대분교장 설립인가
- 1956.03.26 제1회 졸업식 거행(남:4, 여:1, 계:5명)
- 1956.03.29 용대국민학교로 승격
- 1956.04.01 용대국민학교 개교(수복후)
- 1957.10.15 제1대 우용호 교장 부임
- 1958.04.30 제2대 한명순 교장 부임
- 1959.01.19 제3대 한종남 교장 부임
- 1960.06.05 제4대 황해남 교장 부임
- 1961.03.31 제5대 이용범 교장 부임
- 1961.09.30 제6대 이현모 교장 부임
- 1964.03.05 제7대 김성림 교장 부임
- 1965.03.01 제8대 황해남 교장 부임
- 1970.03.01 제9대 김성림 교장 부임
- 1972.09.01 제10대 최중완 교장 부임
- 1973.09.01 제11대 오문영 교장 부임
- 1975.09.01 제12대 윤희원 교장 부임
- 1978.09.01 제13대 남궁 균 교장 부임
- 1979.02.17 제24회 졸업식(졸업생수 47명)
- 1980.02.18 제25회 졸업식(졸업생수 37명)
- 1981.02.18 제26회 졸업식(졸업생수 176명)
- 1981.03.01 병설유치원 1학급 인가
- 1981.03.16 용대국민학교병설유치원 개원
- 1981.11.25 제14대 정용섭 교장 부임
- 1982.02.16 제27회 졸업식(33명)
- 1983.02.16 제28회 졸업식(졸업생수 40명)
- 1984.02.17 제29회 졸업식(졸업생수 47명)
- 1985.02.15 제30회 졸업식(졸업생수 38명)
- 1985.03.01 제8대 황해남 교장 부임
- 1986.02.15 제31회 졸업식(졸업생수 36명)
- 1987.02.13 제32회 졸업식(졸업생수 42명)
- 1988.02.15 제33회 졸업식(졸업생수 38명)
- 1989.02.15 제34회 졸업식(졸업생수 38명)
- 1990.02.15 제35회 졸업식(졸업생수 27명)
- 1990.02.28 체육부 지정 급식시범학교 발표
- 1990.03.01 제15대 박동훈 교장 부임
- 1990.06.26 제16대 전석창 교장 부임
- 1991.02.20 제36회 졸업식(졸업생수 24명)
- 1992.02.14 제37회 졸업식(졸업생수 22명)
- 1992.02.14 제37회 졸업식(졸업생수 22명)
- 1993.02.18 제38회 졸업식(졸업생수 20명)
- 1993.09.18 제22회 강원도교육감기 정구대회 준우승
- 1993.11.15 증축교실 후면 진입로 확장 및 축대공사(50m)
- 1994.02.18 제39회 졸업식(졸업생수 26명)
- 1994.03.01 제17대 박병일 교장 부임
- 1995.02.15 제40회 졸업식(졸업생수 30명)
- 1995.05.15 교사 전면 진입로 인도블럭 설치
- 1995.11.14 정구장 지붕 교체
- 1995.12.20 경영우수학교 교육감 표창
- 1996.02.16 제41회 졸업식(졸업생수 20명)
- 1996.03.01 용대초등학교로 학교명칭 변경
- 1996.03.01 제18대 한태석 교장 부임
- 1997.02.14 제42회 졸업식(졸업생수 22명)
- 1998.02.17 제43회 졸업식(졸업생수 21명)
- 1998.05.27 전국소년체육대회 정구부 3위
- 1998.09.25 전국 종별 정구 선구권대회 개인 우승, 단체 3위
- 1998.09.25 문화체육부장관기 단체 3위, 개인 준우승
- 1998.10.23 제27회 강원도 교육감기 정구대회 단체 준우승
- 1998.10.25 교내 LAN망 설치
- 1998.10.30 강원도교육청지정 열린교육 시범학교 보고회(2/2)
- 1998.11.07 강원도교육감기 정구대회 단체,개인 우승
- 1998.12.29 학교경영 우수학교 교육감 표창
- 1999.01.25 교육활동우수교 강원도교육감 표창
- 1999.02.20 제44회 졸업식(졸업생수 16명)
- 1999.03.01 제19대 유태열 교장 부임
- 2000.02.16 제45회 졸업식(졸업생수 20명)
- 2000.09.01 제20대 최양대 교장 부임
- 2001.02.20 제46회 졸업식(졸업생수 26명)
- 2001.12.27 학교교육계획 추진결과 교육감 우수학교 표창
- 2001.12.31 유치원 난방설비 및 화장실 공사
- 2002.01.24 야외 시계탑 설치
- 2002.02.13 강원도인제교육청지정 교통안전 연구학교 운영보고회(2/2)
- 2002.02.19 제47회 졸업식(졸업생수 10명)
- 2002.08.02 용대사물놀이 일본 방문(도토리현 백봉제 축하공연)
- 2003.02.19 제48회 졸업식(졸업생수 10명)
- 2003.03.01 제21대 이종택 교장 부임
- 2003.06.04 교문 화단 조성 공사
- 2003.06.09 교내 상수도 설치
- 2003.08.01 숙직실 화장실 설치 및 천장 보수공사
- 2003.08.12 교실 복도, 현관 천장 텍스 공사
- 2003.08.28 교실 조도 공사
- 2003.12.22 제2회 강원교육 새바람운동 우수학교 교육감 표창
- 2003.12.30 2003학년도 학교평가 우수학교 교육감 표창
- 2004.02.13 제49회 졸업식(졸업생수 19명)
- 2004.04.02 과학동산 가꾸기(철쭉600구루,무궁화80구루 식수)
- 2004.04.19 급식소 증축(건평38평)
- 2004.10.18 제8회 강원풍물겨루기 한마당대회(버금상 입상)
- 2004.11.19 교실 증개축 준공식(3층6실)
- 2004.11.29 옥외 급수대 및 지붕
- 2004.12.15 강원도인제교육청지정 유아미술교육 연구유치원 보고회(2/2)
- 2005.02.16 제50회 졸업식(졸업생수 22명)
- 2005.03.01 제22대 민철기 교장 부임
- 2005.03.01 강원도교육청지정 환경보전연구학교 지정(2년)
- 2005.04.20 교단 선진화사업 프로젝션 TV 3대 설치
- 2005.06.14 학교방송 시설 교체(200만원)
- 2005.06.21 교무실 진열장 구입(300만원)
- 2005.09.01 용대도서관 준공(5,200만원)
- 2005.10.09 환경공원 조성(400만원)
- 2005.12.20 제4회 강원교육 새바람운동 우수학교 교육감 표창
- 2006.02.15 제51회 졸업식(졸업생수 19명)
- 2006.09.01 제23대 장석원 교장 부임
- 2007.02.14 제52회 졸업식(졸업생수 16명)
- 2008.02.15 제53회 졸업식(졸업생수 19명)
- 2009.02.12 제54회 졸업식(졸업생수 15명)
- 2009.03.01 제24대 김종수 교장 부임
- 2009.03.01 인제교육청 지정 연구학교(교통안전) 1년
- 2010.02.10 제55회 졸업식(졸업생수 12명)
- 2010.03.01 강원도교육청 지정 자율학교(전원학교) 2년(2010~2011)
- 2011.02.10 제56회 졸업식(졸업생수 21명)
- 2011.11.09 다목적실(미르관) 개관
- 2012.02.09 제57회 졸업식(졸업생수 15명)
- 2012.03.01 강원도교육청 지정 연구학교(초등영역) 1년
- 2012.03.01 2012년 교육과학기술부 선정 공모형 전원학교(1년)
- 2013.01.17 2012년 전국 전원학교평가 우수학교 표창(교육과학기술부장관상)
- 2013.02.15 제58회 졸업식(졸업생수 15명) 총 1583명
- 2013.03.01 제25대 권영호 교장 부임
- 2014.02.14 제59회 졸업식(졸업생수 9명)총 1592명
- 2015.02.13 제60회 졸업식(졸업생수 5명)총 1597명
- 2015.03.01 제26대 김계림 교장 부임